# Elizabeth Kingdon
Elizabeth Kingdon-Grünwald (* 25. Januar 1928 in Schenectady, New York; † 22. Januar 2021 in Nürnberg) war eine deutsch-amerikanische Opernsängerin (Sopran).

## Leben
Elizabeth Kingdon wurde 1928 in Schenectady, New York als Tochter des Forschers Kenneth H. Kingdon geboren. Auf Wunsch des Vaters absolvierte sie am Vassar College ein Mathematikstudium und schloss 1947 mit dem Bachelor ab. Danach nahm sie ihr Gesangsstudium in Boston und New York auf. Durch ein Fulbright-Stipendium kam sie 1956 an die Staatliche Hochschule für Musik in Frankfurt am Main.
Ihr erstes Engagement führte sie 1958 an das Theater Bielefeld, wo sie als Leonore in Die Macht des Schicksals (Verdi) debütierte. Weitere Rollen in der ersten Saison waren Jenufa in Jenufa (Janáček), Gräfin in Die Hochzeit des Figaro (Mozart) und Marie in Die verkaufte Braut (Smetana).
1963 wechselte sie an die Städtischen Bühnen Nürnberg und sang dort bis 1985 alle wichtigen Partien im Fach „Jugendlich-Dramatische“. Gastauftritte führten sie vor allem als Wagner-Interpretin in andere Theater der Bundesrepublik Deutschland, in die DDR, nach Österreich, der Schweiz und Frankreich.
Parallel dazu schloss sie sich ab 1976 der Pocket Opera Company, Nürnberg (POC) an und startete mit dieser freien Theatergruppe als persiflierende Diva eine zweite Karriere. Als Wally in Die Geierwally (Catalani), Lucrezia in Lucrezia Borgia (Donizetti) oder Emmy, Malwina und Janthe in Der Vampyr (Marschner) gastierte sie auf Theaterfestivals und an Opernhäusern in Italien, Frankreich, Spanien, Portugal, Großbritannien, der Schweiz, Polen, Schweden, Norwegen, Mexiko und Neuseeland.
Daneben wirkte sie in zahlreichen Uraufführungen zeitgenössischer Komponisten mit, die als Auftragswerke für die POC und für die Pegnitzschäfer-Klangkonzepte entstanden.
2001 gründete sie die Kingdon-Grünwald-Stiftung. Deren Ziel ist die Förderung von Kunst und Kultur im Bereich der Musik, insbesondere im Bereich des innovativ-experimentalen Musiktheaters in der Metropolregion Nürnberg.

## Diskografie
- Verdi – Aida (deutsch) als Aida mit Rosl Zapf, Arturo Sergi, Ernst Gutstein, Chor und Orchester der Frankfurter Oper Leitung: Carl Bamberger (MMS-2135), 1957
- Mozart – Don Giovanni (italienisch) als Donna Anna mit Scipio Colombo, Mattiwilda Dobbs, Jean Giraudeau, Uta Graf, Fritz Ollendorff, Paolo Gorin, Hans Hofmann, Chor und Orchester des Badischen Staatstheaters Karlsruhe, Leitung: Alexander Kranhals (Mms-2121), 1958

## Fernsehauftritte und Filme
- Elizas Pocket Paradise. Fernsehsendung 'Kölner Treff' im WDR / Köln 25. Juli 1982
- Lucrezia Borgia. (8 Minuten-Fassung). Fernsehsendung „Bio’s Bahnhof“ im WDR / Köln
- Porträt der Medienwerkstatt Franken

## Mitwirkung bei Uraufführungen
- 1977: Musik-Kinetik-Szene (Kunold/Rempe/Kagel)
- 1979: Saroya (Meynaud)
- 1983: Dir, immer nur dir (Bieler/Hummel)
- 1991: …aus der Disco rasen und entsetzte Passanten fragen, ob sie Deutsche sind (Andreas Schäfer)
- 2005: Die Welt ist eine Scheibe (Hartl)
- 2006: Kohlenmonoxyd (Obermüller)

## Auszeichnungen
- 1977: Stern des Jahres der Abendzeitung Nürnberg
- 1984: Preis der Stadt Nürnberg für Kunst und Wissenschaft
- 1995: Ehrenmitglied des Staatstheaters Nürnberg
- 2003: Verdienstkreuz am Bande des Verdienstordens der Bundesrepublik Deutschland
- 2008: Stern des Jahres der Abendzeitung Nürnberg